# Monastero di Xenophontos
Il monastero di Xenophontos (in greco : Μονή Ξενοφώντος?) è un dei venti monasteri della Chiesa ortodossa presenti a Monte Athos, in Grecia.
È situato al nord-ovest della penisola atonita ed occupa il sedicesimo posto nella gerarchia dei monasteri della Santa Montagna.
È dedicato a San Giorgio, festa votiva il 23 aprile (6 maggio).
Nel 1990 contava 57 religiosi. Da questo monastero dipende la skita dell'Annunciazione, che sorge più in alto sulla montagna. Il monastero è retto a regola cenobitica.

## Storia
Venne fondato nel 1010 dal monaco Senofonte Xenofon, con l'appoggio dell'imperatore Basilio. L'ammiraglio di Niceforo III Botaniate Stefano, fattosi monaco con il nome di Simone, divenne igumeno del monastero e lo ingrandì. Subì un forte spopolamento nel XV secolo in seguito fu occupato da monaci serbi e bulgari. Nel 1817 un grande incendi distrusse gran parte delle strutture. Nel XIX secolo venne ricostruito.

## Patrimonio artistico
Il complesso monastico possiede due katholikòn il più moderno è anche la chiesa più grande della penisola, mentre quello antico risparmiato dagli incendi, possiede affreschi del XVI secolo del Antonios mentre la Cappella di San Giorgio, pure risparmiata, fu affrescata da Teofane di Creta. Sono presenti anche due icone del XII secolo a San Giorgio e San Demetrio. La biblioteca conta 163 manoscritti.